# Oldřichov (Přerov)
Oldřichov é uma comuna checa localizada na região de Olomouc, distrito de Přerov.